# 洛克人11 命運的齒輪！！
《洛克人11 命運的齒輪！！》是由卡普空开发並發行于任天堂Switch、PS4、Xbox One及PC上的平台动作游戏，洛克人元祖系列的第11作，同時為洛克人系列30周年紀念作，于2018年10月2日在北美首發，2018年10月4日於日本發行。
遊戲中，玩家将扮演主角洛克人，并与邪恶的威利博士及他的机器人展開另一場战斗。游戏從前作洛克人9、10的復古風格改為以2.5D效果呈現，并重新加入角色配音。
本作的制作人由土屋和弘担任，总监由小田晃嗣担任，游戏设计由三宅孝义及江口正和负责，音乐由吉井亮担任总监，铃木麻里香负责谱曲，角色设计与美工则由石原雄二以及日暮龙二负责，洛克人角色配音则由福原绫香担当。
本作销量达到160万套，为本系列第一畅销作品，媒体对本作的整体评价趋于正面，其改进的画面与双齿轮系统获得了积极评价，不过部分人士认为本作音乐的设计欠佳。

## 游戏玩法

使用动力齿轮可以发出更强的蓄力炮，左上角顺时针方向分别为洛克人的能量指示器、特殊武器能量指示器以及双齿轮冷却指示器。图中为冻原人关卡

本作不僅完整保留各項系列作特徵，如以射擊、跳躍為中心的動作要素以及關卡内豐富的機關等，同时还将人物以3D风格呈现，背景则以2D风格呈现。玩家將操作洛克人來阻止威利博士利用多年前在机器人大学中研发的双齿轮系统来统治世界的计划。玩家一共需要通关八个不同关卡并打败威利博士最新的机器人大师，「建筑人」、「硫酸人」、「冲击人」、「弹跳人」、「熔丝人」、「冻原人」、「火炬人」和「爆破人」，并且次序可供玩家随意选择。
玩家可以使用洛克人的经典操作，比如蓄力炮和滑铲，通关每个关卡后可以获得对应机器人大师的特殊武器，使用武器时，除颜色外，洛克人的造型也会改变。本作的双齿轮系统作为游戏新特性可给予洛克人特殊的能力，加速齿轮可使周围时间减慢令洛克人躲闪攻击，而动力齿轮则可提高洛克人的攻击力，可一次性发出两发蓄力炮或一发更强的蓄力炮。不过双齿轮本身亦具有限制，使用时洛克人上方会出现一个计量条，一旦使用时间过长，洛克人将会过热并使其在接下来一段时间无法使用双齿轮。当洛克人能量过低时（小于4格），玩家可以同时激活双齿轮，在提高速度的同时亦提升攻击力，时限到达后，洛克人的体力将会减弱，冷却时间期间无法使用蓄力炮，且洛克炮每次也只可发射单发，双齿轮系统冷却时间也会延长 
。
本作亦有其它功能如限时挑战，任务接受，全球排行以及角色图库，挑战模式共有51個獎盃可供玩家收集，其中34個銅獎盃，15個銀獎盃，1個金獎盃和1個白金獎盃。游戏本身亦有四种难度可选，「新人」、「休闲」、「普通」和「超级英雄」。Switch版本亦发行Amiibo公仔，并可利用其解锁游戏内道具。

## 故事及人物
西元20XX年，人類與機器共存的世界裡，擁有人工智慧的機器人已和社會密不可分。而邪惡科學家威利博士卻在此時因年輕時的一場噩夢，想起當年遭凍結的研究『雙重齒輪系統』，並決定以此研究作為武器，再度襲擊和平的機器人社會。
『雙重齒輪系統』能讓機器人的能力能夠飛躍性提升，最初是威利博士在學生時代所架構的裝置，用以達成自身研究，但此裝備擁有過高性能並伴隨着危險，結果遭到身為同窗的萊特博士反對，後來更遭大學的教授們宣告凍結。此事更造成兩人立場相左，可算是威利博士如何走上罪惡的不歸路起點。
隨後，威利博士便帶著裝有此系統的飛行器，到萊特博士的研究所對其宣戰，並奪走了在研究所檢修中的八台機器人，分別為「磚塊人」、「保險絲人」、「爆破人」、「硫酸人」、「凍原人」、「火炬人」、「巨樁人」及「橡膠人」。萊特博士為了對抗此事態，而決定把過去威利製作的『雙重齒輪系統』試作機裝到洛克人身上。究竟洛克人能否阻止威利博士的野心呢？決定命運的齒輪將再度轉動。

## 開發与发行
本作為洛克人系列誕生30周年的最新作，卡普空于2017年12月的洛克人30周年紀念直播上首次公布了遊戲資訊以及元祖系列先前版本的重制计划 。本次洛克人新作中追加了全新遊戲系統等多項要素。畫面自洛克人1～6、9、10的八位元復古風轉為較接近「洛克人X系列」後期作品的2.5D遊戲風格。宣傳影片中，遊戲角色和物體均是在2D背景上以3D多邊形渲染，從而呈現出看似3D畫面的2.5D效果，但同時有八位元畫面的質感。
人物设计方面则由先前参与设计《洛克人DASH》及《洛克人EXE》的石原雄二及日暮龙二担当，本作洛克人的外观亦被重新设计，在与Game Informer的一次访谈中，石原表示对于每部游戏的设计都有压力，因为不想让自己的设计使粉丝生气，不过除了压力外，设计洛克人11还是十分有趣，对于非主线（流星、EXE）系列，必然是创造新事物和给予大众惊喜，也是推进娱乐事业的关键，而参与主线（洛克人11）的设计，便是让大众保留他们原有认知和喜爱的同时，给予他们新鲜的元素，是一次在发掘酷炫元素的同时还要平衡熟悉要素的过程，尽量确保不毁坏大众对于洛克人的印象的同时将新鲜感赋予大众，并称其是一次巨大的挑战。作画风格上，漫画对其影响很大，虽然也参考过洛克人系列的漫画，但是藤子·F·不二雄以及鸟山明的作品更影响其在作画上偏向简明而温暖的风格。
本作总监由小田晃嗣担任，土屋和弘则担任本作的制作人，音乐由吉井亮担任总监，编曲则由先前参与《流星洛克人2》编曲的铃木麻里香担任，据土屋和弘及小田晃嗣表示，原洛克人系列制作人稻船敬二的离开是新游戏迟迟未能推出的原因，在此期间一直都等待另一个人担任该系列的新执导，直到小田亲手接替。
本作恢复于《洛克人8》引入的角色配音，洛克人的日语配音由福原绫香担当，而英语配音则由本杰明·迪斯金担当。
2018年9月6日，本作建筑人关卡的预览内容上线于任天堂Switch，次日上线于Xbox One及PlayStation 4平台。2018年10月2日，本作于全球市场发行，分别上线Microsoft Windows、PlayStation 4、任天堂Switch以及Xbox One四个平台，日本地区则在两天之后发行。预先订购游戏的用户可以免费获得本游戏的再编曲DLC。本作的Switch版本亦发行Amiibo公仔。

## 评价
| 汇总媒体   | 得分                                               |
| ---------- | -------------------------------------------------- |
| Metacritic | (PS4) 82/100 (NS) 80/100 (XONE) 77/100 (PC) 79/100 |

| 媒体            | 得分    |
| --------------- | ------- |
| Destructoid     | 8.5/10  |
| 电子游戏月刊    | 9/10    |
| Game Informer   | 8.75/10 |
| Game Revolution | [ 28 ]  |
| GameSpot        | 7/10    |
| IGN             | 7.5/10  |
| Nintendo Life   | [ 31 ]  |
| 游民星空        | 8.1/10  |
| Fami通          | 32/40   |

### 媒体评价
本作整体获得积极评价，IGN给予其7.5分（满分10分）称其“并非革命性，但感觉更像是一款经典的洛克人游戏，并可以给接下来十部游戏树立一个很好的典范”，GameSpot给予其7分（满分10分），赞赏了本游戏出色的中型头目以及紧张的机器人大师对决，一些新关卡的噱头也非常有趣，以及视觉与角色设计中展现出系列讨人喜欢的风格，不过也批评关卡流程过于冗长以及存在一些意义不明的元素，关卡中的尖刺使得玩家需要经历从头再来的挫折以及双齿轮系统似乎并不能灵活掌握。Nintendo Life给予其9分（满分10分），表示本作是蓝色小人一次出色的再起，“将久经考验的经典玩法与现代元素以及扩展现有概念的新想法以有趣的方式结合在一起”。

### 音乐
尽管本作获得了不错的评价，本作的音乐各方对其褒贬不一。GoNintendo的rawmeatcowboy表示，在本系列长时间搁置后，尽管本作的作曲家希望谱出同前几作一样棒的作品，但最终却平平无奇，相比曾经能让玩家哼唱一天的经典有力的曲调，本作“并不如前几作令人深刻”、“缺少能量”以及“听起来差不多”，而熔丝人关卡音乐在本作拔尖则正是因为其风格“有着经典系列的节奏感”。Den of Geek的Chris Freiberg以及Eurogamer的Martin Robinson亦表示尽管音乐难忘，但本作音乐相比系列传承风格显得并不出众。

### 荣誉
本作于2018年游戏大奖中获得“最佳动作游戏”奖项提名，并获得NAVGTR奖“原创轻混音乐奖”提名以及2019年G.A.N.G.奖之“G.A.N.G. / MAGFEST群众之选奖”。

## 回响
本作于日本地区上架的第一周便卖出14650套任天堂Switch版的实体備份及12052套PlayStaton 4版的实体備份。截至2019年2月，本作在全世界销量达到87万套，同年9月份则达到了130万套，2022年11月卡普空表示本作已销售超过160万套，取代《洛克人2》成为本系列第一畅销作品。

## 外部連結
- 洛克人11官方網站 （页面存档备份，存于）（日語）（繁體中文）（美式英语）（英式英语）